# Geografía de San Marino

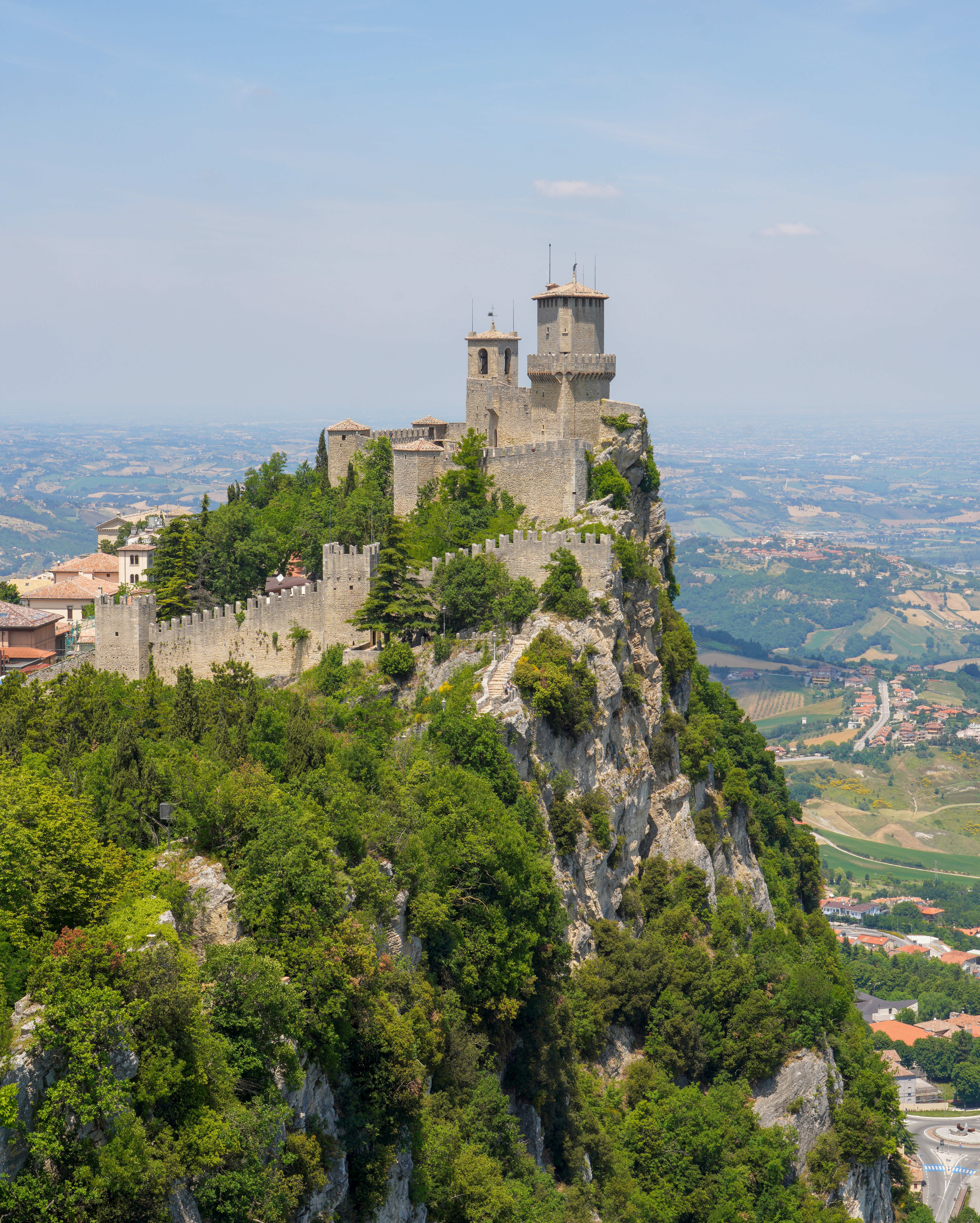
San Marino, fortaleza de Guaita y parte de la ciudad (vista desde el monte Titano).

San Marino (nombre local, Repubblica di San Marino) es un estado situado en la Europa meridional. Es un enclave en el centro de Italia, el este de Florencia, entre Emilia-Romaña y Las Marcas, cerca del mar Adriático. Sin salida marítima; el más pequeño estado europeo independiente en Europa después de la Ciudad del Vaticano y Mónaco.

## Geografía física

### Relieve
Este pequeño país de 61 km² se encuentra dominado por los Apeninos. El terreno está formado por montañas escabrosas. La capital se alza en la cumbre de una gran montaña denominada Titano (739 m s. n. m.), el punto más alto del país.
| Nombre               | Altitud (m) |
| -------------------- | ----------- |
| Monte Titano         | 739 m       |
| Monte Carlo          | 559 m       |
| Monte Pennicciola    | 544 m       |
| Monte La Serra       | 529 m       |
| Monte San Cristoforo | 529 m       |
| Monte Ventoso        | 414 m       |
| Monte della Mandra   | 352 m       |
| Monte Pulito         | 346 m       |
| Monte Cucco          | 319 m       |
| Montelupo            | 258 m       |
| Monte Olivo          | 251 m       |

### Ríos y lagos

#### Ríos
No hay ríos de importancia, sino que son más bien torrentes de montaña.
| Torrente   |
| ---------- |
| Ausa       |
| Cando      |
| Fiumicello |
| Marano     |
| San Marino |

#### Lago
| Nombre del lago | Zona geográfica  | Sitio en el castello de |
| --------------- | ---------------- | ----------------------- |
| Lago de Faetano | Valle del Marano | Faetano                 |

### Clima
Su clima es subtropical húmedo, con inviernos suaves y frescos y veranos calurosos y soleados.
| Parámetros climáticos promedio de San Marino      | Parámetros climáticos promedio de San Marino | Parámetros climáticos promedio de San Marino | Parámetros climáticos promedio de San Marino | Parámetros climáticos promedio de San Marino | Parámetros climáticos promedio de San Marino | Parámetros climáticos promedio de San Marino | Parámetros climáticos promedio de San Marino | Parámetros climáticos promedio de San Marino | Parámetros climáticos promedio de San Marino | Parámetros climáticos promedio de San Marino | Parámetros climáticos promedio de San Marino | Parámetros climáticos promedio de San Marino | Parámetros climáticos promedio de San Marino |
| Mes                                               | Ene.                                         | Feb.                                         | Mar.                                         | Abr.                                         | May.                                         | Jun.                                         | Jul.                                         | Ago.                                         | Sep.                                         | Oct.                                         | Nov.                                         | Dic.                                         | Anual                                        |
| ------------------------------------------------- | -------------------------------------------- | -------------------------------------------- | -------------------------------------------- | -------------------------------------------- | -------------------------------------------- | -------------------------------------------- | -------------------------------------------- | -------------------------------------------- | -------------------------------------------- | -------------------------------------------- | -------------------------------------------- | -------------------------------------------- | -------------------------------------------- |
| Temp. máx. media (°C)                             | 8                                            | 9                                            | 13                                           | 17                                           | 22                                           | 26                                           | 29                                           | 29                                           | 25                                           | 20                                           | 13                                           | 9                                            | 18.3                                         |
| Temp. mín. media (°C)                             | 1                                            | 1                                            | 5                                            | 8                                            | 12                                           | 16                                           | 18                                           | 18                                           | 15                                           | 12                                           | 6                                            | 2                                            | 9.5                                          |
| Precipitación total (mm)                          | 27.6                                         | 21.2                                         | 25.6                                         | 40.1                                         | 30.5                                         | 41                                           | 32.5                                         | 40.1                                         | 47.8                                         | 56.9                                         | 45.9                                         | 34.5                                         | 443.7                                        |
| Fuente: Clima.msn "San Marino" 8 de julio de 2010 |                                              |                                              |                                              |                                              |                                              |                                              |                                              |                                              |                                              |                                              |                                              |                                              |                                              |

### Medio ambiente
Según WWF, el territorio de San Marino pertenece a la ecorregión denominada bosque esclerófilo y semicaducifolio de Italia.

## Geografía humana
La población de San Marino es de 30.167 habitantes (estimación julio del 2009), lo que da una densidad de 494,54 habitantes por kilómetro cuadrado. El 94% de la población total está urbanizada (2008). En cuanto a los principales grupos étnicos, viven allí sanmarinenses e italianos. Se habla italiano y la religión es la católica. San Marino goza de la mayor esperanza de vida para los hombres, con 81 años. 
La capital, San Marino. (743 m). Es una ciudad de trazado medieval, con serpeteantes callejuelas, pequeñas y estrechas, el firme está empedrado y las plazas son de pequeño tamaño. Las tierras de las afueras están plantadas de vid y cereal. Está rodeada por tres redes de fortificación, comunicadas entre sí a través de un extenso laberinto de murallas, puertas, baluartes y torreones. 

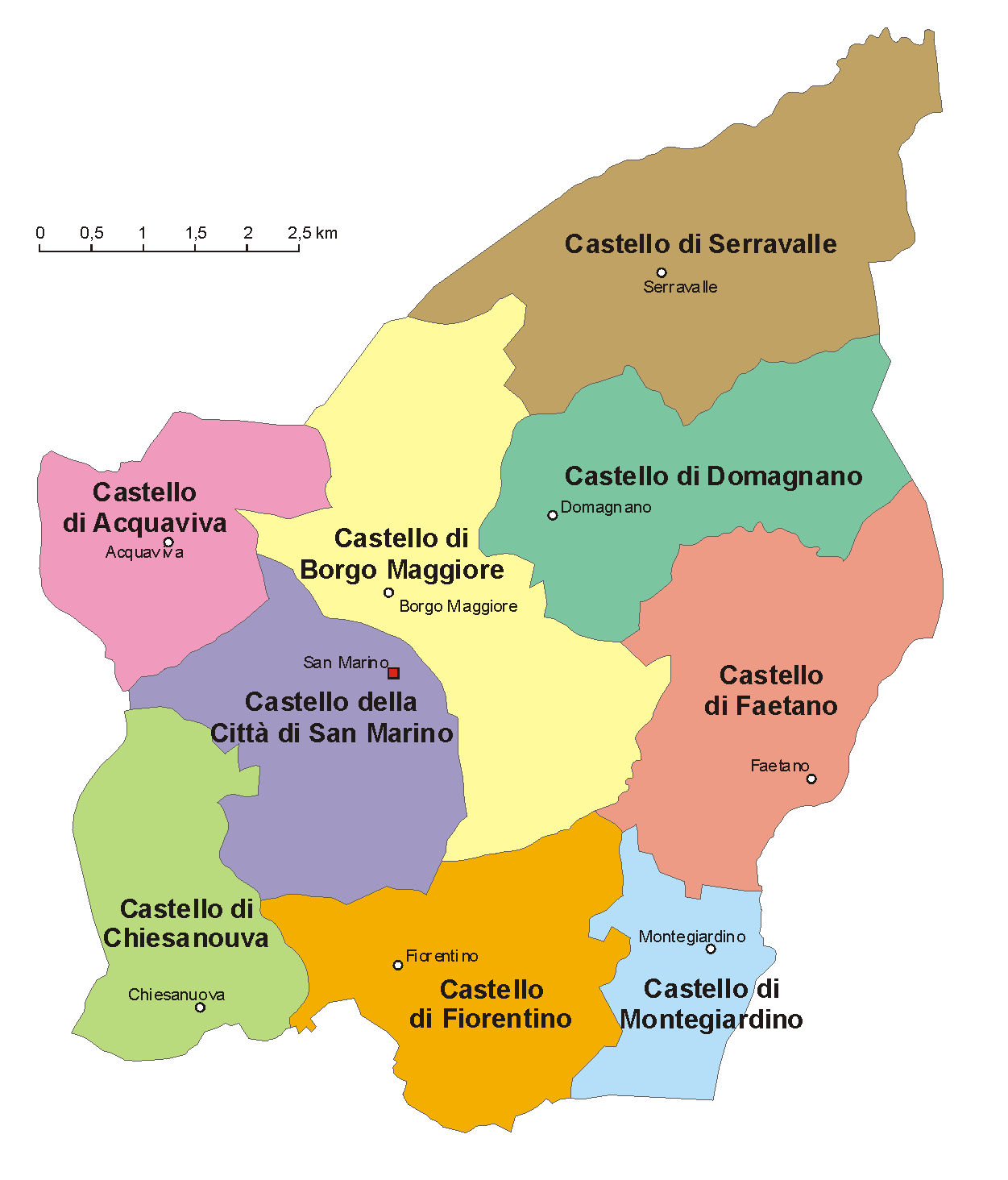
Mapa de los municipios de la República de San Marino.

La república se divide en nueve municipios, llamados castelli (en singular, castello), que también tienen la consideración de ciudades: 
| - Acquaviva - Borgo Maggiore - Chiesanuova - Montegiardino - Domagnano | - Faetano - Fiorentino - San Marino - Serravalle |

El castello más poblado es Serravalle, que cuenta con alrededor de 7000 habitantes. Uno de los centros más grandes es Dogana, que aún no constituye un castello autónomo sino que forma parte del Castello di Serravalle. Otras localidades importantes son Cailungo y San Giovanni (entidades de Borgo Maggiore) así como Fiorina (en Domagnano) y Murata (en Città di San Marino).

## Geografía económica

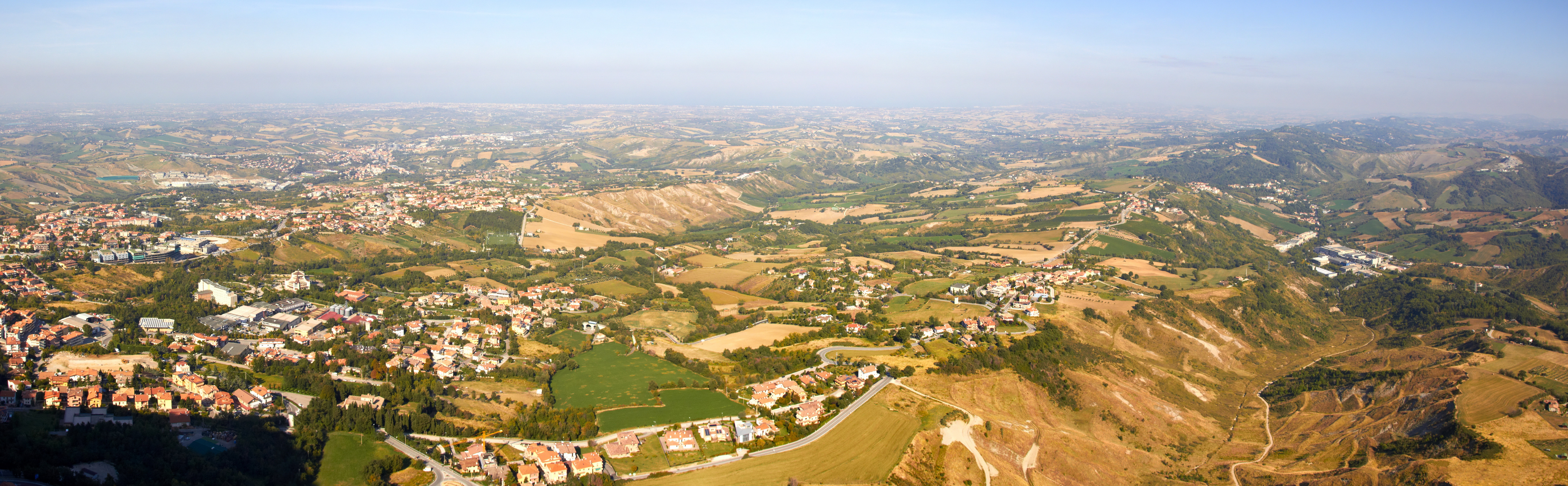
San Marino, vista panorámica hacia el Adriático.

De los Recursos naturales de San Marino destaca la piedra para edificar. En cuanto al uso del suelo, la tierra arable constituye el 17 %.
La economía del país se basa en el turismo, sus industrias derivadas y en la banca. La economía se beneficia de la inversión extranjera debida a sus bajos impuestos para las empresas, si bien se ha dado una presión exterior para mejorar la cooperación con las autoridades tributarias extranjeras y en pro de la transparencia de su sector bancario que genera aproximadamente una quinta parte de los ingresos fiscales del país. San Marino sigue trabajando hacia una armonización de sus leyes fiscales con las de los miembros de la Unión Europea y los estándares internacionales. En septiembre de 2009, la OCDE quitó a San Marino de su lista de paraísos fiscales que todavía tenían que implementar plenamente estándares fiscales globales. Tiene otras industrias: la manufactura y exportación de cerámica, ropa, tejidos, mobiliario, pinturas, licores, azulejos y vino. También obtiene ingresos de la emisión de sellos para coleccionistas. 
La renta per cápita es semejante a las de las regiones más prósperas de Italia.